# Indice du coût de la vie
Un indice du coût de la vie est un indice de prix qui sert à mesurer la variation du coût de la vie dans un pays. Il y a deux catégories principales d’indices du coût de la vie : des indices statistiques et des indices économiques.

## Indices statistiques du coût de la vie
Le premier indice statistique du coût de la vie a été proposé par Gian Rinaldo Carli en 1764. Pour mesurer la dépréciation de la monnaie à la suite de la découverte de l’Amérique, Carli propose de prendre la moyenne des prix du blé, du vin et de l’huile.
L’indice du coût de la vie couramment utilisé pour indexer les salaires et les rentes est l’indice des prix à la consommation, même si cet indice n’est pas, à proprement parler, un indice du coût de la vie. L’indice des prix à la consommation calculé par les offices de statistique est un indice de prix de Laspeyres :
{\displaystyle P_{L}^{t}={\frac {p^{t}\cdot q^{o}}{p^{o}\cdot q^{o}}}={\frac {\sum p_{i}^{t}q_{i}^{o}}{\sum p_{i}^{o}q_{i}^{o}}}=\sum \omega _{i}{\frac {p_{i}^{t}}{p_{i}^{o}}}}
où {\displaystyle \quad p^{t}\,,\,q^{t}\,(t=0,1,2,\ldots )} sont les vecteurs des prix et des quantités à la période présente et {\displaystyle p^{o}\,,\,q^{o}} ceux de la période de base. Les coefficients
{\displaystyle \omega _{i}={\frac {p_{i}^{o}q_{i}^{o}}{\sum p_{i}^{o}q_{i}^{o}}}}
sont les pondérations calculées en prenant les budgets des ménages (par exemple, 0.11 pour les biens alimentaires). On prend les dépenses moyennes des ménages. Ceci signifie qu’un ménage qui dépense beaucoup influence davantage l’indice qu’un ménage qui dépense peu. On parle parfois d’un indice « ploutocratique ». Une autre possibilité serait de calculer un indice « démocratique » en prenant la moyenne des coefficients de tous les consommateurs.
L’indice de Paasche considère les quantités de la période présente :
{\displaystyle P_{P}^{t}={\frac {p^{t}\cdot q^{t}}{p^{o}\cdot q^{t}}}}
C’est un indice qui ne peut être calculé qu’avec plusieurs mois de retard car on a besoin de connaître les dépenses courantes des ménages.

## Indices économiques du coût de la vie
Les indices économiques du coût de la vie sont basés sur la théorie du consommateur. Lorsque le prix d’un bien augmente, le consommateur peut lui substituer un autre bien. Si le beurre augmente, on peut le remplacer par de la margarine. Il est donc possible d'envisager la construction d'un indice dans ce contexte de choix à iso-utilité représentant l'évolution de la dépense dans des contextes différents de prix pour une même utilité. Un indice « vrai » du coût de la vie doit tenir compte de ces possibilités et se baser sur les préférences du consommateur. Könus propose l’indice suivant :
{\displaystyle P_{K}^{t}(u)={\frac {C(p^{t},u)}{C(p^{o},u)}}}
où C(p,u) est la dépense minimale pour attendre un niveau d’utilité u :
{\displaystyle C(p,u)=\min(p\cdot q)\quad {\text{sous la contrainte}}\quad u(q)=u}
En prenant le niveau d’utilité à la période de base, on obtient la relation suivante avec l’indice de Laspeyres :
{\displaystyle P_{L}^{t}={\frac {p^{t}\cdot q^{o}}{p^{o}\cdot q^{o}}}\geq {\frac {C(p^{t},u^{o})}{C(p^{o},u^{o})}}={\frac {C(p^{t},u^{o})}{p^{o}\cdot q^{o}}}=P_{K}^{t}(u^{o})}
L’indice de Laspeyres surestime le coût de la vie car il ne tient pas compte des possibilités de substitution. Dans un rapport publié en 1996, la Commission Boskin a estimé que cette surestimation est de 0.4 point de pourcentage pour les États-Unis. Une révision régulière des pondérations permet de réduire considérablement cette surestimation.
En prenant le niveau d’utilité de la période présente, on obtient la relation suivante avec l’indice de Paasche :
{\displaystyle P_{P}^{t}={\frac {p^{t}\cdot q^{t}}{p^{o}\cdot q^{t}}}\leq {\frac {C(p^{t},u^{t})}{C(p^{o},u^{t})}}={\frac {p^{t}\cdot q^{t}}{C(p^{o},u^{t})}}=P_{K}^{t}(u^{t})}
L’indice de Paasche sous-estime le coût de la vie. On pourrait alors croire que l’indice « vrai » se trouve entre l’indice Laspeyres et l’indice Paasche et utiliser l’indice de Fisher qui est la moyenne géométrique des deux. Ceci n’est pas nécessairement le cas car il est même possible que l’indice de Paasche soit supérieur à l’indice Laspeyres.